# Leidse Sleutelgaten
De Leidse Sleutelgaten  was een Nederlandse band uit Leiden. De band begon in 1982 als duo met als leden Ron van Tol en Cor van der Plas. Het eerste nummer was "Het Palenlied" (B-kant "Leiden Huilt") dat ging over de vele paaltjes in het centrum van Leiden die het parkeren moesten reguleren. De naam van de groep was geïnspireerd op de Leidse Sleuteltjes, een kinderkoor dat in de jaren 50 en 60 bekend was. Van de single werden er ongeveer 1600 exemplaren verkocht via een aantal plaatselijke kruideniers. Daarna kwam er een elpee uit.
Het meest bekend werd de band, inmiddels bestaande uit vier leden, met het door Jan Vollaard geschreven en door Sleutelgat productions in samenwerking met Johnny Hoes van Telstar geproduceerde nummer "Joke stop met koken" dat in 1983 zeven weken in de Nederlandse Top 40 stond met als hoogste plaats nummer 7. In de Nationale Hitparade stond het eveneens zeven weken genoteerd, met als hoogste plaats nummer 5. Het nummer ging over Joke, een meisje dat 
niet goed kon koken en daarom maar beter daarmee kon ophouden. In het nummer was sprake van de dubbelzinnige tekst "Stop toch met koken / kom uit die keuken / want ik wil gezellig samen met je neu... tronenbommenstickers op m'n nieuwe tas gaan plakken". 
Een jaar later in 1984 verscheen het nummer "Allemaal deuken", dat wederom over Joke ging die nu niet in staat was om schadevrij auto te rijden, met ook nu weer dubbelzinnige teksten.
Daarna verschenen nog een aantal andere nummers maar het succes van "Joke stop met koken" werd niet meer geëvenaard.

## Discografie

### Studio albums
- De Leidse Sleutelgaten Breken Uit (1983)
- Joke Stop Toch Met Koken (1984)

### Singles
- Kachel Naast M'n Bakkie (1982)
- Het Palenlied (1982)
- Joke Stop Toch Met Koken (1983)
- Allemaal Deuken (1983)
- Gaan We Met Z'n Alle  Naar De Haaien (1984)
- Bezoekt U Toch Europa (1984)
- Ik ben de Zoon van Mijnheer Pastoor (1984)
- Het Voordeurdelerslied (1985)

## Trivia
Alhoewel de Leidse Sleutelgaten zelf een persiflage waren, werden ze in het satirische televisieprogramma Pisa zelf weer gepersifleerd als de "Pisa Leidse Sleutelgaten" bij Chiel Montagne met teksten als "Suzie stop toch met die ruzie", "Ellen stop toch met bellen" en "Inge stop toch met zingen".